# Pueblos kurdos despoblados por Turquía

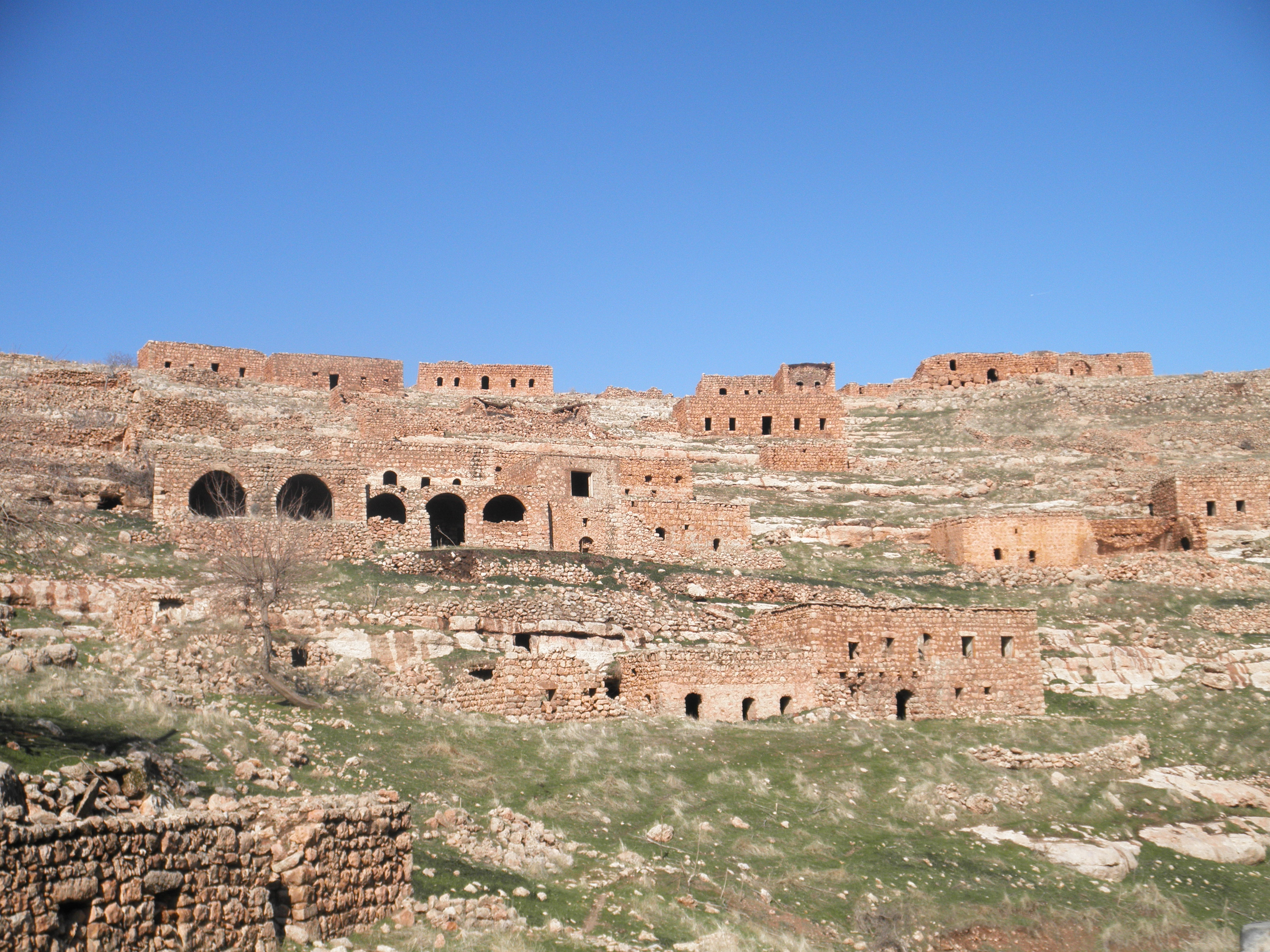
Pueblo kurdo despoblado; Ulaş, en el distrito de Dargeçit.

El número de Pueblos kurdos despoblados por Turquía se estima en alrededor de 3000. Desde 1984, el ejército turco se ha embarcado en una campaña para erradicar el Partido de los Trabajadores de Kurdistán, un grupo militante kurdo de oposición. Como resultado, en el año 2000 murieron unas 30.000 personas y dos millones de refugiados kurdos fueron expulsados de sus hogares a barrios de hacinamiento urbanos superpoblados.

## Trasfondo
Gran parte del campo en el sudeste de Turquía ha sido despoblado por el gobierno turco, con civiles kurdos que se están mudando a centros locales defendibles como Diyarbakır, Van, y Şırnak, así como a las ciudades del oeste de Turquía e incluso a Europa occidental. Las causas de la despoblación incluyeron la pobreza del sureste y las operaciones militares del estado turco. Human Rights Watch ha documentado muchas instancias en las que el ejército turco evacuó las aldeas a la fuerza, destruyendo casas y equipos para evitar el regreso de los habitantes. Se estima que 3000 aldeas kurdas en Turquía fueron virtualmente borradas del mapa, lo que representa el desplazamiento de más de 378.000 personas.

## Ciudades y pueblos despoblados y demolidos
Según el Proyecto de Ley Humanitaria, el gobierno turco destruyó 2400 aldeas kurdas y ejecutaron a 18.000 kurdos. Otras estimaciones han puesto el número de aldeas kurdas destruidas en más de 4000. En total, se han desplazado hasta 3.000.000 de personas (principalmente kurdos). Un estimado de 1.000.000 todavía son desplazados internos a partir de 2009.